# Płatnerz

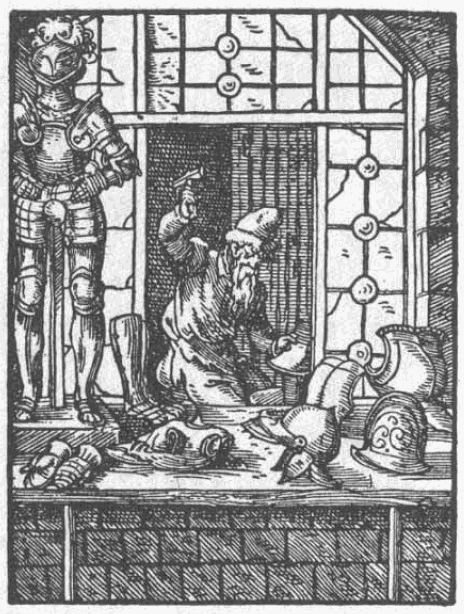
Płatnerz – XVI w.

Płatnerz – średniowieczny rzemieślnik wykonujący zbroje płytowe dla ludzi i koni, oraz elementy towarzyszące zbroi, jak np. przyłbice, rękawice, szyszaki, a także kolczugi.
Wobec zaniku jazdy pancernej od XVI wieku płatnerzami zaczęto nazywać rzemieślników wyrabiających metalową broń białą, np. mieczników, szpadników, do grupy tej zaliczano także ślifirzów, którzy wykonywali narzędzia potrzebne cyrulikom: lancety, noże, nożyczki, brzytwy itp.. Zawód ten uprawiano na szeroką skalę od XIV do XVIII wieku. W Polsce początkowo należeli do cechów pokrewnych m.in. pancerników. W XVII wieku utworzyli oni własny cech, który przetrwał do XVIII wieku.
Płatnerzem króla Zygmunta Augusta był Florjan Sybenburger, w XVI wieku działali też Stanisław Reska, Jan Kaczorek, w XVII wieku Bartłomiej Wojczyna, Wojciech Depczyński.